# فيك فلمنج
فيك فلمنج (بالإنجليزية: Vic Fleming)‏ هو قاضي ومحامي أمريكي، ولد في 26 ديسمبر 1951 في جاكسون في الولايات المتحدة.

## وصلات خارجية
- فيك فلمنج على موقع IMDb (الإنجليزية)